# Montovani
Montovani – wieś w Chorwacji, w żupanii istryjskiej, w gminie Pićan. W 2011 roku liczyła 139 mieszkańców.